# Вайнгертнер, Герман
Герман Вайнгертнер (нем. Hermann Weingärtner; 27 августа 1864, Франкфурт-на-Одере — 22 декабря 1919, Франкфурт-на-Одере) — немецкий гимнаст, трижды чемпион летних Олимпийских игр 1896.
В составе немецкой сборной по гимнастике он стал чемпионом в соревнованиях на брусьях и перекладине. Также, он занял первое место в индивидуальном соревнованиях на перекладине.
Вайнгертнер также был трижды призёром игр — серебряным в упражнениях на коне и кольцах, и бронзовым в опорном прыжке.
Его шесть медалей, половина из которых золотые, сделали его самым результативным спортсменом игр, а по числу золотых медалей он стал вторым после своего соотечественника Карла Шумана.
Вайнгертнер был торговцем и управляющем бассейна во Франкфурте-на-Одере. Он утонул в Одере, пытаясь спасти другого человека.